# Recover EP
Recover EP (eller endast Recover) är Automatic Loveletters första EP. Den släpptes i slutet av 2007.

## Låtlista
1. "The Answer" (Juliet Simms, Scott Cutler & Anne Peven)  – 3:28
2. "Shut Your Mouth" (iTunes Exclusive Track) (Simms, Dan James & Leah Haywood)  – 3:34
3. "Hush" (Simms, David Thomson & Jodi Marr)  – 4:00
4. "August 28th 3:30 A.M." (Simms, James & Haywood)  – 3:42
5. "Make-Up Smeared Eyes" (Acoustic) (Simms)  – 4:41
6. "Parker" (SmartPunk.com Exclusive Track) (Simms)  – 3:47
7. "Can't Move On" (Hot Topic Exclusive Track)
8. "Unhearted" (Hot Topic Exclusive Track)